# Salud mental

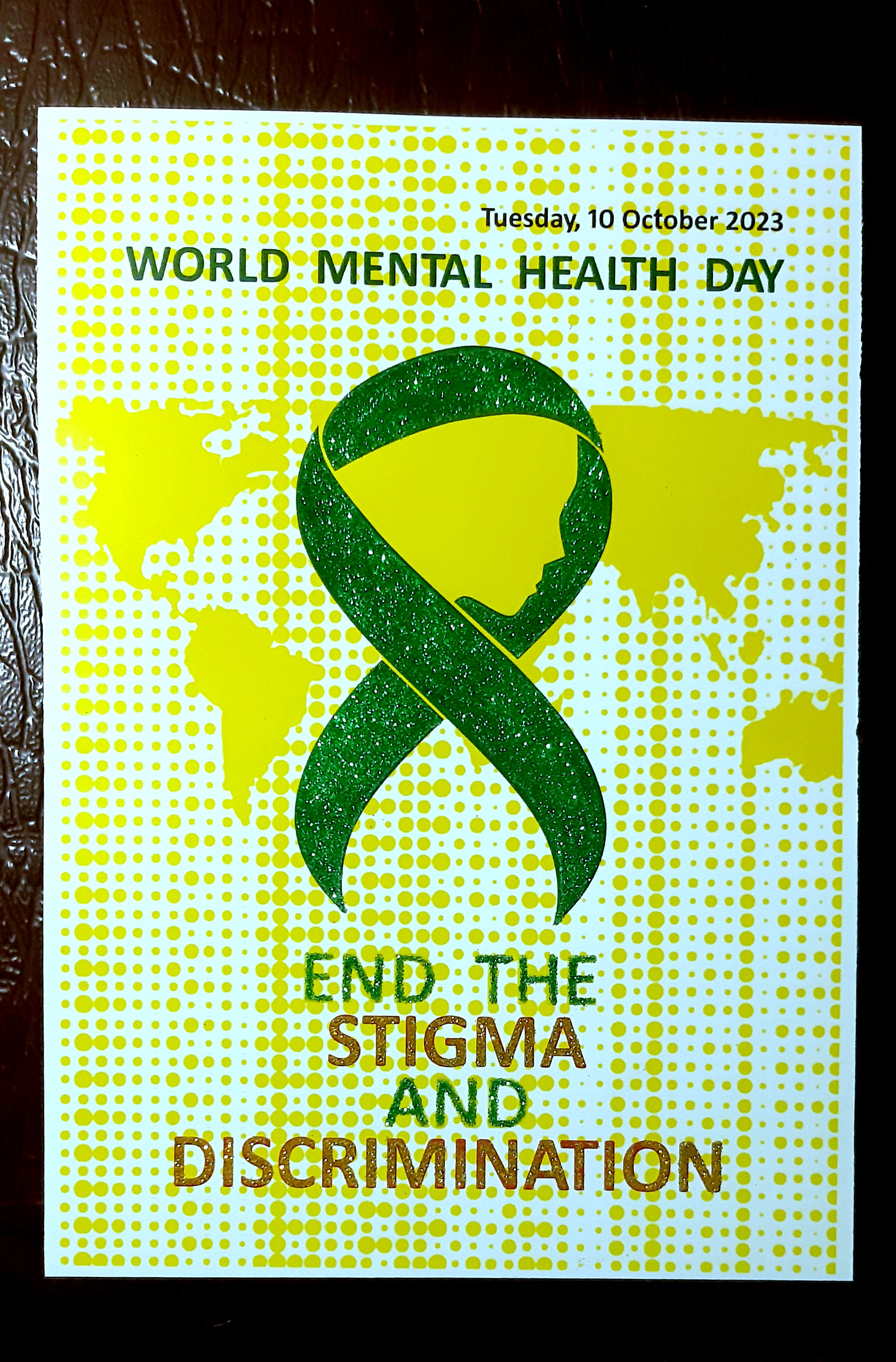
Póster del Día Mundial de la Salud Mental en 2023. La cinta verde es el símbolo de la salud mental.

La salud mental es, en términos generales, el estado de equilibrio social y conductual de una persona con su entorno sociocultural, que garantiza su participación social, capacidad de afrontar dificultades, percepción, juicio de la realidad y de sí mismo para alcanzar el bienestar y una buena calidad de vida. Comúnmente, y según la Organización Mundial de la Salud, se utiliza el término «salud mental» de manera análoga al de salud física, lo que quiere decir que no tiene sentido hablar de salud mental diferenciándola del concepto de salud física aunque sean ramas distintas.

La salud mental abarca una amplia gama de actividades directa o indirectamente relacionadas con el componente de bienestar mental incluido en la definición de salud que da la OMS: «un estado de completo bienestar físico, mental y social, y no solamente la ausencia de afecciones o enfermedades».

Este concepto general se debe concretizar mediante la observación detallada del comportamiento de la persona en su vida diaria. La observación es una de las principales fuentes de información para conocer el estado de la salud mental en múltiples aspectos de la vida, como son, por ejemplo, el manejo de conflictos, resolución de problemas prácticos, competencias (efectivas, sociales e intelectuales), modo de asumir las responsabilidades, la adecuada manutención de las propias necesidades, la forma en que afronta sus propias tensiones, la riqueza y profundidad de sus relaciones interpersonales y la manera en que dirige su vida independiente. En todo caso, el acento estaría puesto en la salud de la persona antes que en sus deficiencias y enfermedades. 
Es importante destacar que las enfermedades mentales no están relacionadas con disminución de la función intelectual de las personas. De hecho, algunas personas con enfermedades mentales pueden tener una inteligencia y un funcionamiento cognitivo normal o superior a la media. Sin embargo, es cierto que algunos trastornos mentales pueden afectar la capacidad de una persona para concentrarse, procesar información o tomar decisiones, lo que puede interferir en su desempeño cognitivo.Es esencial cuidar la salud mental mediante actividades como meditación, ejercicio, alimentación saludable, sueño adecuado y comunicación con seres queridos.

## Importancia de la salud mental
La salud mental se relaciona con el raciocinio, las emociones y el comportamiento frente a diferentes situaciones de la vida cotidiana. También ayuda a determinar cómo manejar el estrés, convivir con otras personas y tomar decisiones importantes. Al igual que otras formas de salud, la salud mental es importante en todas las etapas de la vida, desde la niñez y la adolescencia hasta la edad adulta y la madurez. De acuerdo con estadísticas de la OMS, los problemas de salud mental constituyen alrededor del 15 % de la carga mundial de la enfermedad. El déficit en la salud mental contribuiría a muchas enfermedades somáticas y afectivas como la depresión o la ansiedad.
El tema de la salud mental, además, no concierne sólo a los aspectos de atención posterior al surgimiento de desórdenes mentales evidentes, sino que corresponde además al terreno de la prevención de los mismos con la promoción de un ambiente sociocultural determinado por aspectos como la autoestima, las relaciones interpersonales y otros elementos que deben venir ya desde la educación más primaria de la niñez y de la juventud. Esta preocupación no solo concierne a los expertos tales como psicopedagogos y psicólogos, sino que forma parte de las responsabilidades del gobierno de una nación, de la formación en el núcleo familiar, de un ambiente de convivencia sana en el vecindario, de la responsabilidad asumida por los medios de comunicación y de la consciente guía hacia una salud mental en el colegio y en los espacios de trabajo y estudio en general. En la actualidad la salud mental se encuentra saturada de prejuicios, lo cual llega a dificultar más el llamado por ayuda.

## Aspectos psicológicos sanos
Desde las teorías psicodinámicas se postula que la salud mental y los aspectos patológicos forman parte constitutiva de todo individuo. La constitución personal de cada sujeto implica capacidades o aspectos sanos y otros patológicos, siendo la proporción de los mismos variable entre personas. Así pues, según Wilfred Bion, la capacidad para tolerar la frustración sería una primera capacidad sana que permitiría al individuo en desarrollo el inicio del proceso de pensamiento y comprensión del mundo y de sí mismo. La función del pensamiento sería la base de la salud mental. Esta se ve favorecida por un ambiente interno de contención que permite tolerar la frustración e iniciar el desarrollo del aparato mental, la base de la salud mental.
Una de las muchas definiciones de salud mental dice que se trata de un estado de bienestar en el que el individuo es consciente de sus propias capacidades, contando con la habilidad de afrontar las tensiones de la vida cotidiana y trabajar de forma productiva.[cita requerida]
En la mayoría de los países, los servicios de salud mental adolecen de una grave escasez de recursos, tanto humanos como económicos. La mayoría de los recursos de atención sanitaria disponibles se destinan hoy en día a la atención y el tratamiento especializados de los enfermos mentales y, en menor medida, a un sistema integrado de salud mental. En lugar de proporcionar atención en grandes hospitales psiquiátricos, los países deberían incluir la salud mental en la asistencia primaria, ofrecer atención de salud mental en los hospitales generales y crear servicios comunitarios de salud mental.
La promoción de la salud mental requiere implementar programas médicos, sociales y sobre todo gubernamentales con un mismo fin, promover la salud mental durante todo el ciclo vital, para garantizar una infancia mentalmente sana y evitar trastornos mentales en la edad adulta o en la vejez. Una manera importante de hacerlo será la prevención de la inestabilidad emocional.
La salud mental es, pues, un estado de bienestar psicológico y emocional que permite al sujeto emplear sus habilidades mentales, sociales y sentimentales para desempeñarse con éxito en las interacciones cotidianas.

## Aspectos dimensionales de la anormalidad mental
David Rosenhan y Martin Seligman en 1989 expusieron algunos elementos que caracterizan la anormalidad psicológica. Por su sentido común y lo parsimonioso de su explicación, algunos de estos elementos se describen, con la finalidad de hacer explícita la complejidad de la salud mental y enfermedad.
- Sufrimiento: Es el “dolor del alma”, la falta de confort, el malestar que es consecuente, en algunos casos, debido a elementos biológicos, donde hay una causa física y una disfunción corporal; en otros, el dolor y el sufrimiento psicológico son derivados de ideas, eventos existenciales, recuerdos y otros aspectos que no son tangibles y referidos a aspectos actuales.

- Conducta mal adaptativa: Es un aspecto efectivo y negativo que siente el individuo, la conducta se refiere a la parte conductual, es decir, a lo que hace. La adaptación describe la capacidad del individuo de interactuar con su medio ambiente, de afrontar los problemas de manera exitosa y de ajustarse y funcionar ante todo cambio dentro de las exigencias del entorno, si el cambio no es posible, se llega a un problema de adaptación teniendo conflictos con el entorno en el que se encuentra, entrando en un estado de frustración.

- Pérdida de control: El control, en la salud mental, se refiere a la predictibilidad que a través del tiempo muestra una persona con respecto a su conducta. Connota la capacidad para anticipar la reacción de una persona conocida ante un evento determinado. Una persona con control de sí misma es muy predecible. Sin embargo, para que exista control, debe de actuar racionalmente y con un propósito. La pérdida es característica de la persona con carácter explosivo y se asocia con episodios de agresión, consecuentes a perder, si es así, un empleo de tiempo indefinido.

## Interacción entre salud mental y salud física
Es necesario no separar la realidad de la salud mental de la salud física. La relación que existe entre las enfermedades biológicas y las enfermedades mentales tienen una evidente conexión, como lo señala Benedetto Saraceno en el Simposio “Salud mental y física durante toda la vida” de la Organización Panamericana de la Salud (OPS):

“Los desafíos complejos que presenta la comorbilidad de las enfermedades mentales y físicas estarán mucho mejor atendidos en todo el mundo con estrategias de atención integral dirigidas al paciente y a la comunidad (...) Los expertos tienen que comunicarse porque es evidente que la comorbilidad entre lo físico y lo mental exige una intervención vertical, no horizontal. La comorbilidad clínica es la regla, no la excepción”.

En ese mismo simposio, la directora de la OPS, Mirta Roses Periago, presentó un informe estadístico acerca de los problemas mentales y morbilidad en el continente americano. Dice Roses que si en 1990 existía en América un número aproximado de 114 millones de personas con trastornos mentales, esa cifra aumentará en 176 millones para el 2010 y que lo preocupante es que tan sólo una minoría recibe tratamiento. Roses aseguró que según los diagnósticos que la OPS había realizado en México en personas con enfermedades mentales, el 80 % de los pacientes diagnosticados no habían recibido ningún tipo de atención en los 12 meses previos al realizado por la OPS. Además, añade Roses que una cuarta parte de la población adulta en América Latina y en Caribe ha sufrido de algún problema mental, que al menos cinco millones de personas sufren epilepsia y de estos sólo un 1,5 millones reciben algún tipo de atención.

## Concepto de higiene mental
Un antecedente del concepto de salud mental es el de «higiene mental», descrito por el psiquiatra estadounidense Clifford Whittingham Beers en 1908, quien fundó el Comité Nacional de Higiene Mental en 1909 y adelantó la campaña por los derechos de los enfermos mentales. Otro psiquiatra, William Glasser, describió la “higiene mental” en su libro “Salud mental o enfermedad mental”, siguiendo el diccionario de definiciones de higiene como “prevención y mantenimiento de la salud”.
Sin embargo, es necesario establecer un punto de diferenciación entre “salud mental” y “condiciones de salud mental“. La salud mental es lo que se trata de establecer en este estudio, mientras que las condiciones de salud mental se refieren al estudio de enfermedades mentales y al tratamiento médico posible y consecuente. Para esto último, “condiciones de salud mental”, los psiquiatras se basan con frecuencia en lo que se denomina el Manual diagnóstico y estadístico de los trastornos mentales (DSM) (de la Asociación Americana de Psiquiatría) o en la Clasificación Internacional de Enfermedades (CIE) (de la Organización Mundial de la Salud), así como en las siempre actualizadas guías como el “Proyecto de Algoritmo de Medicación de Texas” (TMAP) para diagnosticar y descubrir enfermedades y desórdenes mentales. Por lo tanto, la mayoría de los servicios prestados a la salud mental en general se encuentran normalmente asociados a la psiquiatría y no existen otras alternativas, lo que conlleva a un cierto límite, puesto que se asocia la salud mental con problemas psiquiátricos y se reduce con ello el concepto de las condiciones de salud mental y psicológicas.

## Consideraciones culturales y religiosas
La salud mental ha sido definida de múltiples formas por autores de diferentes culturas, por lo que el concepto de salud mental es una construcción social y cultural.  Por esta razón, diferentes profesiones, comunidades, sociedades y culturas tiene modos diferentes de conceptualizar su naturaleza y sus causas, determinando qué es salud mental y decidiendo cuáles son las intervenciones que consideran apropiadas, aunque pueden definirse o determinarse algunos elementos comunes. Los conceptos de salud mental incluyen el bienestar subjetivo, la autonomía y potencial emocional, entre otros. Sin embargo, los estudiosos tienen a su vez diferentes contextos culturales y religiosos y diferentes experiencias que pueden determinar las metodologías aplicadas durante los tratamientos.
Las precisiones de la OMS establecen que no existe una definición oficial sobre lo que es salud mental y que cualquier definición estará siempre influenciada por diferencias culturales, suposiciones, disputas entre teorías profesionales, la forma en que las personas relacionan su entorno con la realidad, entre otras cuestiones.
En cambio, un punto en común en el cual coinciden los teóricos es que “salud mental” y “enfermedad mental” no son dos conceptos simplemente opuestos, es decir, la ausencia de un desorden mental reconocido no indica necesariamente que se goce de salud mental y viceversa, sufrir un determinado trastorno mental no constituye siempre y necesariamente un impedimento para disfrutar de una salud mental razonablemente buena.
El modelo holístico de salud mental en general incluye conceptos basados en perspectivas de antropología, educación, psicología, religión y sociología, así como en conceptos teóricos como el de psicología de la persona, sociología, psicología clínica, psicología de la salud y la psicología del desarrollo.
Numerosos profesionales de la salud mental han comenzado a entender la importancia de la diversidad religiosa y espiritual en lo que compete a la salud mental. La Asociación Estadounidense de Psicología explícitamente expresa que la religión debe ser respetada, y la Asociación Estadounidense de Psiquiatría dice que la educación en asuntos religiosos y espirituales es también una necesidad.
Un ejemplo de modelo del bienestar fue desarrollado por Myers, Sweeny y Witmer y en el mismo se incluían las siguientes cinco áreas vitales:
1. Esencia o espiritualidad
2. Trabajo y ocio
3. Amistad
4. Amor
5. Autodominio

Además doce sub-áreas:
1. Sentido del valor
2. Sentido del control
3. Sentido realista
4. Conciencia emocional
5. Capacidad de lucha
6. Solución de problemas y creatividad
7. Sentido del humor
8. Nutrición
9. Ejercicio
10. Sentido de autoprotección
11. Control de las propias tensiones
12. Identidad sexual e identidad cultural

Todos estos puntos son identificados como las principales características de una funcionalidad sana y los principales componentes del bienestar mental. Los componentes proveen un medio de respuesta a las circunstancias de la vida en una manera que proporciona un funcionamiento saludable

### Psicopatología
El consenso científico acerca de las condiciones de la salud mental contempla desórdenes neurobiológicos y muy particularmente neuroquímicos. Otras funciones del cerebro identificadas como contribuyentes a las condiciones de la salud mental incluyen el reloj circadiano, la neuroplasticidad, el canal iónico, la transducción de señal, la cognición, las redes cerebrales, entre muchos otros. Imágenes del cerebro demuestran cambios físicos en la neuroanatomía de desórdenes como la esquizofrenia, el autismo y los llamados trastornos bipolares. Los estudios incluyen también la observación de factores ambientales, del desarrollo y el nivel de relaciones interpersonales del individuo. Las mejores evidencias médicas, como son definidas por el Instituto Nacional de Salud y Excelencia Médica del Reino Unido en su guía de tratamientos indican que el desorden bipolar, por ejemplo, requiere una combinación de medicamentos, psicoterapias, autoayuda y soporte social. Por su parte, las agencias de salud mental promueven en la actualidad el estímulo de métodos de autoayuda y superación personal.
Otras formas de estados “psicológicos no-sanos” (psicopatología), como se contempla desde la psicología, pueden relacionarse con procesos mentales (cognición) o aprendizaje y no necesariamente con categorías psiquiátricas.

### Trastornos psicosomáticos
La patología psicosomática constituye un ámbito de gran relevancia para el estudio de la interacción salud física-salud mental, esto en tanto entendemos que aquello que afecte al bienestar mental o psicológico tendrá manifestaciones en la condición física del individuo. En este sentido, los trastornos o fenómeno psicosomático hacen referencia a este fenómeno, de modo que en su estudio se busca encontrar el puente o conexiones subyacentes entre un acontecimiento psicológico y otro fisiológico que se dan paralelamente; entre mecanismos psicológicos y actividades neuroendocrinas y entre influencias socio-ambientales y respuestas psico-orgánicas.
De tal modo, las funciones del cerebro de recibir, interpretar y almacenar información captada del medio ambiente e internamente, desde el propio organismo, sirven para hacer frente a situaciones de la realidad exterior y mantener el equilibrio por medio de la transducción de información de manera directiva a todo el cuerpo. Dicha transmisión se realiza a través de los sistemas nervioso y endocrino: mientras que la reacción neuronal es de rápida difusión, pero de corta duración, la reacción hormonal tiene, más bien, un lento desarrollo, pero una prolongada duración.
Así, los trastornos psicosomáticos tienen características muy particulares que, en el mejor de los casos, pueden ser de utilidad para clarificar el origen de una enfermedad. Según los estudios de psiquiatría realizados por Rivera algunas de las acepciones acerca de este trastornos son las siguientes:
- Psicogenicidad: La etiología de la enfermedad o afección tiene como fuente factores emocionales, psicológicos o caracteriológicos. Esto quiere decir que hay una relación de causa-efecto entre factores de origen mental y una enfermedad específica.

- Especificidad: Una enfermedad de origen psicosomático se asocia con un conjunto de características específicas de variables psicológicas. De ese modo, el conjunto de actitudes afectivas, el proceder de conductas y ciertas elaboraciones cognitivas se relacionan específicamente con determinadas entidades clínicas.[26]

#### Alteración funcional de los trastornos psicosomáticos
Otra de las características propias de un trastorno psicosomático es que la causa de ella se debe a la desestabilización que el organismo sufre por influencia del medio, aquel que también le proporciona recursos para su conservación y desarrollo en la búsqueda de la homeostasis interna. Cuando dichos mecanismos de defensa ante situaciones adversas fracasan, se produce en el organismo una disfunción orgánica, sin embargo, muy pocas veces el origen de dicha enfermedad o disfunción se debe a un solo agente, sino que se da por una combinación de diversos factores, estos pueden ser elementos patógenos o elementos desestabilizadores. En consecuencia, la comunicación entre el cerebro y los diferentes mecanismos fisiológicos se interrelacionan y se originan los síntomas psicosomáticos que se dan a nivel neurofisiológico, neuroendocrino e inmunológico:
La relación entre los sistemas nervioso y endocrino, tiene origen principalmente a nivel del hipotálamo “mediante la actividad de células neuroendocrinas o traductores neuroendocrinos de Wurtman”. De este modo, el sistema endocrino se encuentra bajo el control del sistema nerviosos central, sobre todo del hipotálamo cuya secreción hormonal regula el funcionamiento hipofisario que a su vez controla la secreción hormonal periférica. Por otro lado, relacionado al fracaso de la actividad defensiva del organismo, el sistema inmunológico juega un papel importante en tanto que es influido por factores endocrinos y neuronales para su conservación en el entorno.

### Aceptación social
La aceptación social de personas que padecen condiciones de salud mental ha probado ser la mejor ayuda y también la mejor prevención de desórdenes mentales. Sin embargo, en muchos países las personas con condiciones de salud mental son víctimas de mentalismo (la forma en que se nombra la discriminación con base en la presencia de un trastorno o discapacidad mental), incluso por parte de su propio núcleo familiar o dentro del propio sistema de sociosanitario, y no son aceptadas con facilidad en el mundo laboral, en el estudio y en la comunidad. La falta de un conocimiento acerca de lo que significa un problema mental es otro factor que incide en el mismo fenómeno de marginalización. La prevalencia de serios problemas en las condiciones de salud mental en la juventud es doble que en el general de la población sumado a que forma el grupo que menos busca ayuda en este sentido. Los jóvenes tienen un alto potencial de minimizar futuras discapacidades si la aceptación social es amplia y reciben la ayuda precisa y los servicios oportunos.
La recuperación se da ante todo dentro del ámbito de la aceptación social. La discriminación y el estigma hacen más difícil el proceso de recuperación para personas con enfermedades mentales en lo que se refiere a conservar su empleo, obtener un seguro de salud y encontrar un tratamiento.

### Observaciones críticas
Muchos afectados de las intervenciones cuestionan la prevalencia de desbalances químicos que caracterizan el grueso de la medicina mientras señalan que el DSM-IV lleva a cabo simplificaciones de diagnósticos preconcebidos y tratamientos de desórdenes mentales. La “MindFreedom International”, por ejemplo, condena la carencia de alternativas psicosociales, humanistas y/o no farmacéuticas y promueve en cambio la defensa de los derechos humanos y la no coerción como opciones de tratamiento para personas usuarias, pacientes o consumidoras de servicios de salud mental.
Los críticos señalan también que los grupos de salud mental que se proponen, tales como los de la Asociación Nacional de Salud Mental de los Estados Unidos, la Alianza para la Depresión y la Ayuda Bipolar, la Asociación Canadiense de Salud Mental, la Rethink y otros, lo único que hacen es promover enlaces a sus propias compañías farmacéuticas.
Para el psicólogo británico James Davies la medicación generalizada de los pacientes no ha dado buenos resultados. Ha sido eficaz en los casos más graves, pero no el resto, entre el 80 y el 90 %. Para Davies las razones de muchos problemas mentales son de carácter social y no biológico por lo que hay que trabajar en ese sentido, mejorando las condiciones sociales.
Es fundamental reconocer los efectos negativos que los adolescentes enfrentan hoy en día debido a factores como las redes sociales, la presión académica y el ciberacoso. Es importante fomentar un ambiente donde los adolescentes se sientan cómodos compartiendo sus emociones y buscando ayuda. Además, el apoyo emocional en la familia es clave; cuando los adolescentes no se sienten respaldados en casa, los problemas de salud mental pueden empeorar.
Las escuelas también deben jugar un rol más activo en la prevención y el tratamiento de los problemas de salud mental. Invertir en programas que enseñen habilidades para afrontar la ansiedad y la depresión, así como fomentar la comunicación abierta entre estudiantes y educadores, puede hacer una gran diferencia. La intervención temprana es esencial para ayudar a los adolescentes a superar los desafíos que enfrentan.

## Salud mental en la adolescencia
La adolescencia se inicia aproximadamente a los 12 años y termina alrededor de los 20 años. Es más fácil determinar el inicio de esta etapa que su final, debido a los cambios fisiológicos que se producen. También la adolescencia es la etapa en la que la mayoría alcanza el más alto nivel intelectual, las operaciones formales, gracias al desarrollo cerebral característico de esta etapa. En la zona prefrontal la sustancia gris aumenta hasta los 11 años en las mujeres y los 12 en los hombres para disminuir después, lo que sin duda está reflejando el establecimiento de nuevas sinapsis en esa zona en la etapa inmediatamente anterior a la pubertad y su posterior recorte, en una secuencia que va desde la corteza occipital hasta la frontal. A este evento se le conoce como poda neuronal que trae como consecuencia una mayor eficiencia en las conexiones neuronales.
La adolescencia es una etapa llena de cambios y desafíos, donde los jóvenes enfrentan situaciones tanto físicas como emocionales. Hoy en día, están lidiando con más presión que nunca, ya sea por las redes sociales, la escuela o las expectativas en casa. Este entorno, donde las comparaciones son constantes y la necesidad de sobresalir está presente, ha llevado a que muchos adolescentes tengan problemas de salud mental como nunca antes. De hecho, muchos de estos problemas son invisibles y no siempre se reconocen, lo que dificulta que los jóvenes busquen la ayuda que necesitan. Por eso, es importante hablar de estos temas, entender por qué ocurren y buscar soluciones que realmente ayuden a los jóvenes a manejar todo esto y vivir una vida más equilibrada..
Este desarrollo cerebral responde a tres procesos: el primero es la proliferación que comprende el rápido crecimiento neuronal-glial y la formación de nuevas conexiones sinápticas, el segundo es la eliminación selectiva o poda de las sinapsis menos eficientes, y por último la mielinización que envuelve los axones para facilitar y hacer más rápida y estable la transmisión neuronal entre diferentes partes del sistema nervioso. Junto a este proceso de poda, el aumento lineal de la sustancia blanca a lo largo de la adolescencia indica la mielinización progresiva de las conexiones neuronales, tanto en la corteza frontal como en las vías que la unen a otras zonas cerebrales. Todos estos cambios en el córtex prefrontal conllevan una activación menos difusa y más eficiente en esta zona durante la realización de tareas cognitivas.
Cognitivamente los adolescentes se caracterizan por la capacidad de desarrollar un pensamiento abstracto, son capaces de imaginar diferentes posibilidades y pensar en situaciones hipotéticas; es decir, ir más allá de lo concreto. Sin embargo, no siempre se alcanza en todos los sujetos, ya que depende de apoyo cultural y educacional que lo estimule. “El desarrollo moral depende del desarrollo cognitivo, porque no se puede hacer un juicio sin la capacidad de dejar de lado la propia perspectiva y situarse en el lugar del otro”. Hay un control interno del comportamiento así como un razonamiento autónomo sobre lo correcto e incorrecto. Los adolescentes típicos se ubican frecuentemente entre la 5.ª y la 6.ª etapa del razonamiento moral según Kohlberg, caracterizada por actuar de acuerdo a la norma interiorizada e implica un pensamiento democrático.
Respecto al desarrollo social y de la personalidad, esta etapa se caracteriza por los procesos de búsqueda de identidad, los sujetos exploran nuevos intereses y se autoevalúan en sus competencias, Se caracterizan por una indecisión que se refleja en la intolerancia o el culto a los otros. Esta polaridad intolerancia-culto, permite al adolescente ubicarse dentro de las diferentes posturas presente en la sociedad para ir moldeando la identidad propia. Así mismo, enamorarse es considerado por Erikson como un intento de autodefinirse. Una relación íntima implica un interjuego de pensamientos y sentimientos.
Los trastornos mentales pueden surgir en la etapa específica de la adolescencia, los cuales están supeditados al desarrollo particular de esta etapa. La APA clasifica en categorías estos trastornos e incluyen los de aprendizaje, habilidades motoras, comunicación, desarrollo, atención y alimentación, entre otros. Estos suelen ser una mezcla de factores genéticos, biológicos y ambientales. Trastornos como los de aprendizaje suelen incluir a la dislexia, discalculia o disgrafía. En el caso particular de la dislexia, tenemos el ejemplo de un trastorno que es un problema cognitivo de procesamiento que afecta el aprendizaje y es bastante común.
En cuanto a trastornos de aprendizaje, se encuentra el trastorno por déficit de atención (TDA) y el trastorno por déficit de atención con hiperactividad (TDAH). Estos tienen una dimensión más neurológica. Estudios de pacientes con estos síndromes han ubicado zonas cerebrales mediante imágenes cerebrales. Un descubrimiento a raíz de esta indagación los posicionó el área parietal del cerebro, la cual se piensa que tiene que ver con el desarrollo de estrategias para el aprendizaje.
Según Diane Papalia, los comportamientos de riesgo cometidos en la adolescencia, pueden ser altamente perjudiciales para el adolescente y puede desembocar en un mal desarrollo para un futuro adulto. Es por eso que determinó que “la nutrición tiene una estrecha relación con la salud psicológica de la persona”. La cual, a su vez, está atada a estándares sociales restrictivos.
Se piensa que reflejan las estrictas normas de nuestra sociedad acerca de la belleza, en primer lugar, la obesidad, definida como un sobrepeso de 20 % a más sobre el peso ideal. Además, preocupa que los adolescentes obesos tiendan a ser adultos obesos. Por otro lado, la anorexia nerviosa, caracterizada porque las personas que la padecen se preocupan por la comida (la preparan, hablan de ella y animan a otros a comerla), pero ellos mismos comen muy poco. No pueden ver su propia delgadez extrema. Esto genera depresión y obsesión con un comportamiento repetitivo y perfeccionista. Por último, otra enfermedad asociada con los desórdenes alimenticios es la bulimia, caracterizada por episodios regulares de ingestión de enormes cantidades de comida, seguidos de extrema incomodidad física y emocional y vómito autoinducido.    
El transtorno de estrés postraumático afecta adolescentes pero más a mujeres que a los varones y esto se debe a que han experimentado traumas drásticos como violaciones, accidentes, muertes de familiares, maltratos etc. Consiste en reexperimetar sucesos que alteraron su desarrollo en escenas, pesadillas e incluso  anamnesis. Se recomienda que los pacientes a presentar síntomas como hiperactividad, cansancio, falta de memoria y concentración lleve consigo un tratamiento con un profesional de la salud. 

## Antecedentes
Los adolescentes de hoy enfrentan más problemas de salud mental que en décadas anteriores. Según la Organización Mundial de la Salud (OMS), alrededor del 16% de los adolescentes en todo el mundo tienen algún tipo de trastorno mental, siendo la depresión y la ansiedad los más comunes. La presión académica y social ha aumentado, y los adolescentes sienten que deben cumplir con estándares muy altos, tanto en su rendimiento escolar como en su vida social.
Las redes sociales juegan un papel importante en esto. Con plataformas como Instagram y TikTok, los jóvenes están constantemente comparándose con los demás, lo que genera ansiedad e inseguridad. Estas plataformas a menudo presentan una imagen idealizada de la vida, lo que puede llevar a los adolescentes a sentirse inadecuados. Además, la presión de tener buenas notas y destacar en lo académico aumenta el estrés en muchos de ellos. La competencia por el éxito puede ser abrumadora, y si a esto le sumamos que no siempre encuentran apoyo emocional en casa, es fácil ver por qué la salud mental de los adolescentes está tan afectada.
El ciberacoso también es una preocupación creciente, donde los adolescentes pueden ser víctimas de acoso en línea, lo que agrava los problemas de ansiedad y depresión. El aislamiento social, ya sea por falta de apoyo emocional o por el acoso, puede tener un impacto devastador en su bienestar.
El mundo enfrenta uno de los desafíos globales más significativos desde la Segunda Guerra Mundial: la enfermedad por coronavirus de 2019 (COVID-19). Este brote epidémico, originado en diciembre de 2019 por el coronavirus SARS-CoV-2, fue declarado una emergencia de salud pública por la Organización Mundial de la Salud debido a sus trágicas consecuencias.
La pandemia ha desencadenado una crisis multidimensional —sanitaria, laboral, económica y social— sin precedentes, que afecta especialmente a los países en desarrollo. Entre las medidas preventivas más importantes para evitar la propagación del virus se encuentran el distanciamiento social y el confinamiento, las cuales, aunque necesarias, han generado un impacto profundo en la sociedad.
La resiliencia se define como la capacidad de adaptarse a circunstancias adversas que exigen una significativa respuesta psicológica, social o neurobiológica, especialmente en la infancia. Las experiencias adversas durante esta etapa son comunes, y estudios señalan que hasta un 66,7% de los adolescentes han enfrentado al menos una adversidad, mientras que cerca del 50% han experimentado más de una. Entre las adversidades más reportadas están las enfermedades de los padres (24%), problemas económicos (22%), conflictos familiares (18%) y consumo de alcohol en el entorno familiar (17%). Durante la pandemia, es probable que estas situaciones se intensifiquen y afecten aún más a la población infantil y adolescente .

## Oposición a la psiquiatría biológica
Los estudios que se oponen a la psiquiátrica biológica incluyen perspectivas como la antipsiquiatría (movimiento dentro de la propia psiquiatría con enfoques sociales, sistémicos y familiares que dio lugar a la Reforma Psiquiátrica en los años 70 y 80 al incluir los determinantes sociales de la salud y destacar la importancia y resultados de las intervenciones psicosociales) o el movimiento de supervivientes de la psiquiatría (formado por personas que son o fueron pacientes o usuarias de servicios de psiquiatría y salud mental), y afirman en el tratamiento que ofrece la psiquiatría pueden no incluirse condiciones de salud mental, sino juicios con base en convenciones y consensos de tipo social y cultural.
De acuerdo al doctor Glasser, crítico de psiquiatría, el modelo de salud pública es un modelo establecido deliberadamente para el servicio de millones de personas. Glasser presenta este modelo de manera “extendida” en un modelo de servicios de salud pública mental para que se ponga en práctica por profesionales de salud mental e instituciones contratando profesionales en el área en lugar de, según afirma Glasser, el establecimiento de una industria de profesionales de la salud mental como enfermeros especializados en atención psiquiátrica y consejeros de salud mental que prestan servicios sin diagnosis o realizan tan sólo medicaciones de primera línea sin brindar la ayuda profesional que el paciente necesita.
Este modelo no proporciona un tratamiento adecuado para pacientes con condiciones de salud mental severas, persistentes y genéticas que sean incapaces de cuidar de sí mismos y tampoco está dirigido a fortalecer una terapia. La carencia de sentido de autocrítica es un factor decisivo en el desarrollo de la psicosis y las manías por el que la persona cree que no está enferma y rehúsa afrontar un tratamiento.

## Promoción de la salud mental

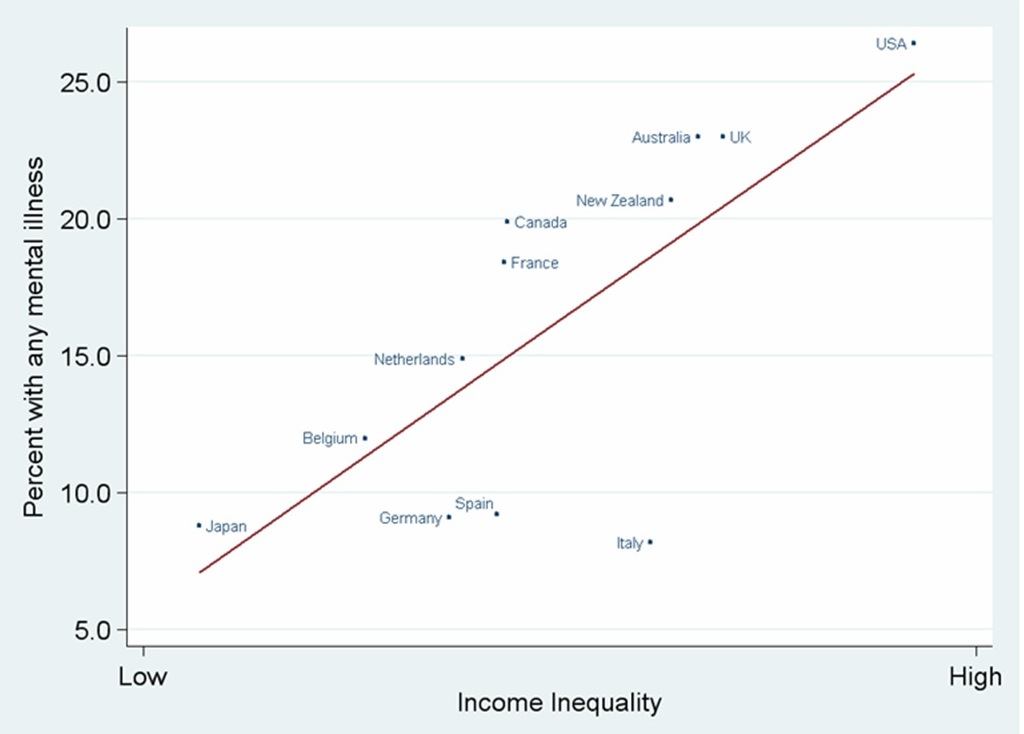
Los trastornos mentales son más frecuentes en los países con mayor desigualdad económica.

La promoción de la salud mental parte del principio de que todas las personas tienen necesidades de salud mental y no solo aquellas a las que han sido diagnosticadas condiciones deficientes de salud mental. La promoción de la salud mental concierne esencialmente a la realidad social en la que todos se sientan comprometidos con el bienestar mental. La misma se da a través de proporcionar recursos para que se haga efectivo el mejoramiento de la salud mental en las personas con el fin de llevar una vida saludable
En la primera conferencia internacional de promoción de la salud, se tomaron como requisitos para la promoción de salud: la paz, la educación, la vivienda, la alimentación, la renta, un ecosistema estable y la equidad. Además, se plantearon distintos niveles de intervención que sirven como base de las estrategias para la promoción de la salud: la elaboración de políticas saludables, fortalecer la acción comunitaria, creación de ambientes de apoyo, desarrollo de las habilidades personal y reorientación de los servicios de la salud.
Las diferentes medidas de promoción de la salud mental deben tomar en consideración, en primer lugar, al concepto amplio e integrado de lo que implica la misma. El aspecto preventivo, por lo tanto, implica una intervención sobre sus distintos condicionantes: la neurobiología, personalidad y el ambiente. En primer lugar, las medidas sobre la neurobiología en la actualidad se limitan a los psicofármacos cuando se ha identificado ya un problema a nivel psíquico sensibilidad o para evitar una recaída. Por otro lado, medidas que puedan tomarse en el ámbito de la personalidad son destinadas a una mayor armonía en la configuración de la misma y descansan sobre intervenciones terapéuticas estilos educativos y de vida buscados por el propio sujeto o promovidos por el entorno. Por último, las medidas ambientales caen sobre la propia sociedad, estrategias para fomentar valores sociales y promover el bienestar, y sobre el entorno cercano que dependen del mismo individuo y de su contexto más próximo, familiares, amistades, grupo social e instituciones a las que pertenece.
La psicología positiva se interesa también por la salud mental e incluso está más cercana a ella que los tratamientos psiquiátricos. La “promoción de salud mental” es un término que cubre una variedad de estrategias. Estas estrategias pueden ser vistas desde tres niveles:
- Nivel individual - Motivar los recursos propios de la persona por medio de estímulos en la autoestima, la resolución de los propios conflictos, la asertividad en áreas como la paternidad, el trabajo o las relaciones interpersonales.

- Nivel comunitario - Una creciente y cohesionada inclusión social, desarrollando las estructuras de ayuda que promueven la salud mental en los lugares de trabajo, estudio y en la ciudad.

- Nivel oficial - El estado de cada nación comprometido en planes que reduzcan las barreras socioeconómicas promoviendo oportunidades en igualdad de acceso a los servicios de salud pública por parte de los ciudadanos más vulnerables a este desorden.

La salud mental se tiene que tener en cuenta a lo largo de todo el ciclo vital, en este sentido es importante tener en cuenta cómo se puede promover la salud mental en los niños y los adolescentes. Los jóvenes son uno de los grupos etarios que presenta mayor probabilidad de sufrir depresión, ya que en la etapa de la adolescencia se llevan a cabo procesos de cambio físico, psicológico, sociocultural y cognitivo. Algunas estrategias para la promoción de la salud mental en ellos son: la comunicación con un adulto que los ayude a comprender el porqué de sus sentimientos frente a una determinada situación, tratarlos con respeto y a la evitación de los castigos que puedan tener repercusiones físicas o psicológicas. El adulto en este contexto, debe servir como ejemplo de salud mental, llevando un estilo de vida saludable.

## Resultados
El 25% de los adolescentes ha tenido episodios de ansiedad severa, y las redes sociales y el rendimiento escolar son de los principales causantes.El 17% de los adolescentes ha sido diagnosticado con algún tipo de depresión, con una mayor incidencia en las mujeres que en los hombres .Las redes sociales generan una gran presión en los jóvenes para ser “perfectos”, afectando su autoestima y provocando un ciclo de comparación negativa.La presión académica y el miedo al fracaso son las principales fuentes de estrés para muchos adolescentes. Los altos niveles de expectativas en sus estudios pueden llevar a un estado de agotamiento emocional.Los adolescentes que no cuentan con apoyo emocional en su familia tienen el doble de probabilidades de desarrollar problemas de salud mental. El entorno familiar y la comunicación son factores determinantes en el bienestar emocional de los jóvenes.